# 迪沃蒂諾角
62°22′47″S 59°38′27″W / 62.37972°S 59.64083°W

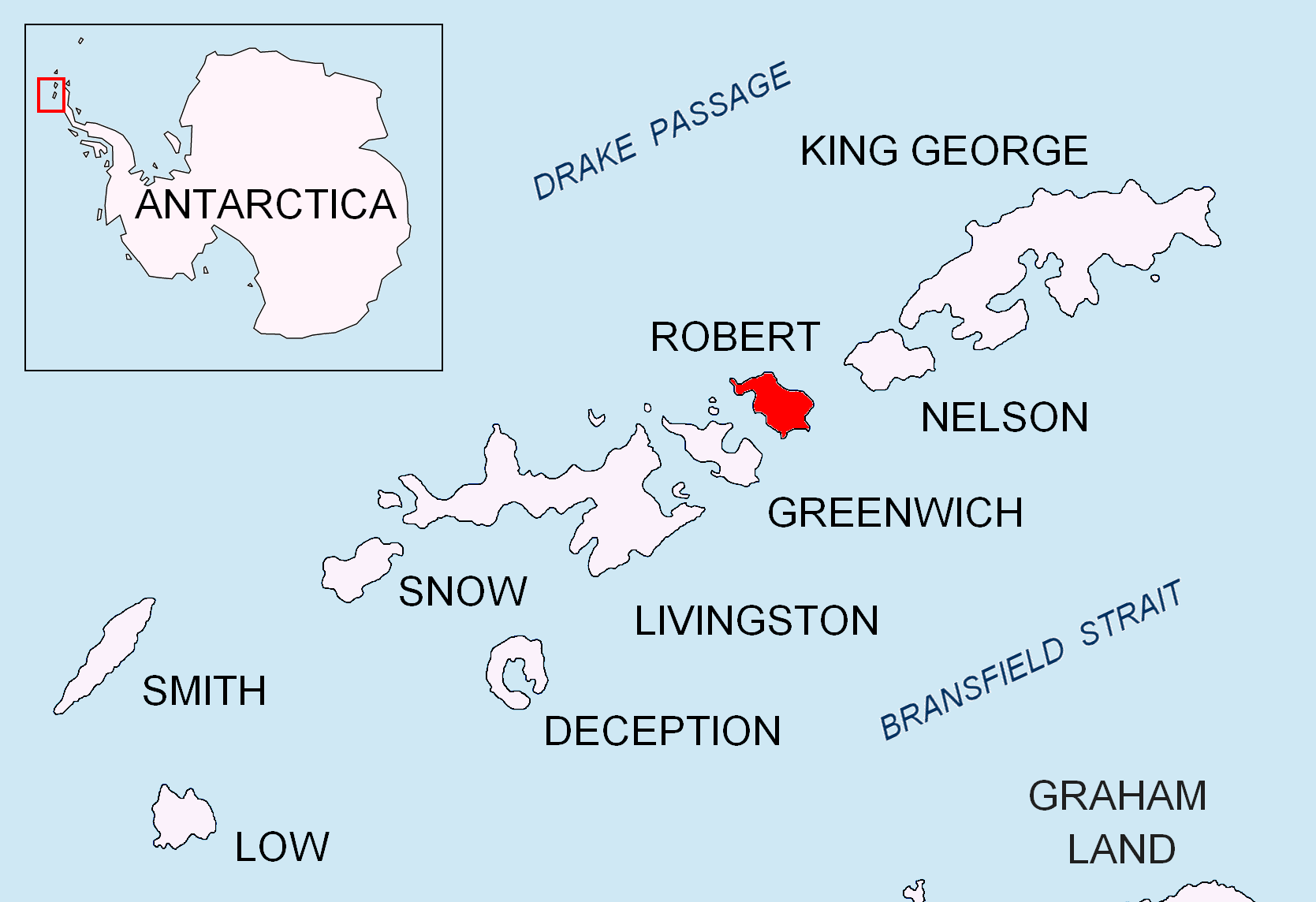

迪沃蒂諾角，是南極洲的海岬，位於南設得蘭群島的羅伯特島，處於德貝利亞諾夫角東北面2公里和內格拉角西北面3.35公里的阿爾法塔半島東南岸，以保加利亞西部城鎮命名，現時由南極條約體系管理。